# Saint-Maurice-en-Trièves
Saint-Maurice-en-Trièves là một xã thuộc tỉnh Isère, vùng Rhône-Alpes, đông nam nước Pháp.